# Франсоа Дарлан
Жан-Луи Ксавие Франсоа Дарлан (на френски: Jean Louis Xavier François Darlan) е френски военен и политически деец от периода на Втората световна война.
Флотски адмирал, след капитулацията на Франция Дарлан изпълнява функциите на министър на отбраната, на външните и на вътрешните работи в марионетното правителство във Вишистка Франция, а от 9 февруари 1941 г. до 18 април 1942 г. е 122-рият министър-председател на Франция.

## Биография

### Ранни години
Роден е в град Нерак, Аквитания (Южна Франция) на 7 август 1881 г. Завършва морско училище през 1902 г. Сражава се в Първата световна война като командир на батарея. Продължава военноморската си кариера след войната, като през 1929 г. е повишен в чин контраадмирал, а през 1932 г. – във вицеадмирал. От 1936 г. е началник-щаб на флота, а през 1939 г. е повишен в чин адмирал от флота (създаден специално за него) и става главнокомандващ на флота.

### Поддръжка на режима във Виши
Когато през юни 1940 г. е окупиран Париж, Дарлан е сред поддръжниците на колаборационистката политика на Филип Петен, провъзгласил се за глава на френската държава. Дарлан запазва поста си на морски министър във вишисткото правителство, и изпраща голяма част от флота във Френска Северна Африка. Англичаните се опасяват, че военноморските сили се преминат под контрола на германците, и на 3 юли 1940 г. ги атакуват при Марс ел Кабир, в резултат на което загиват около 1300 френски моряци. Даже след това, Дарлан отказва да предаде флота под контрола на германците.
През февруари 1941 г. Дарлан става заместник на Петен вместо подалия оставка Пиер Лавал. Той също така получава поставете на министър на вътрешните работи, на отбраната и на външните работи, и фактически оглавява вишисткото правителство. През януари 1942 г. Дарлан получава редица други правителствени длъжности. Дарлан подписва с германците така наречените „Парижки протоколи“ за сътрудничество. Въпреки това, те не го считат за свой поддръжник и под техния натиск, още през април Дарлан е принуден да отстъпи много от пълномощията си обратно на Лавал, на когото германците се доверяват повече. Дарлан запазва поста си на главнокомандващ на въоръжените сили на Франция.

### В Алжир
След Операция Факел, при която Съюзниците преодоляват съпротивата на Дарлан в Северна Африка, френският офицер дезертира от Силите на Оста и преминава на страната на британско-американската коалиция.

### Убийство
Убит е на 24 декември 1942 г. в Алжир, на 61-годишна възраст. Атентатът е извършен от монархиста Льо Шапел и отваря път на Шарл Дьо Гол към следвоенната политика на Франция.